# Aphrophora nuwarana
Aphrophora nuwarana är en insektsart som beskrevs av William Lucas Distant 1916. Aphrophora nuwarana ingår i släktet Aphrophora och familjen spottstritar. Inga underarter finns listade i Catalogue of Life.